# Xestocephalus albopunctatus
Xestocephalus albopunctatus är en insektsart som beskrevs av Rauno E. Linnavuori 1959. Xestocephalus albopunctatus ingår i släktet Xestocephalus och familjen dvärgstritar. Inga underarter finns listade i Catalogue of Life.